# Cerkiew św. Mikołaja w Woli Michowej
Cerkiew św. Mikołaja w Woli Michowej – nieistniejąca już parafialna cerkiew greckokatolicka, pochodząca z 1843, rozebrana w 1953. 

## Historia
Cerkiew prawosławna, a następnie unicka istniała w Woli Michowej już w XVI w. Była to świątynia drewniana. Kolejną, z kamienia, wzniesiono w 1843. W 1855 otrzymała ona nowy ikonostas autorstwa Grzegorza Pawlikowskiego. Została opuszczona po wywiezieniu miejscowej ludności ukraińskiej w czasie Akcji „Wisła”, a w 1953 decyzją Urzędu ds. Wyznań rozebrana razem z kilkoma podobnymi obiektami. Materiał budowlany pozyskany z rozbiórki cerkwi posłużył do wykonania elementów granicy polsko-radzieckiej.
Obok cerkwi znajdowała się brama-dzwonnica, również murowana, część ozdobnego ogrodzenia świątyni. Była to nakryta dachem brogowym konstrukcja oparta na czterech filarach i arkadach ze skromną cebulastą kopułą. W Woli Michowej znajdował się również cmentarz greckokatolicki oraz kryta sygnaturką kapliczka. Wszystkie te obiekty uległy po 1947 stopniowej dewastacji i nie zachowały się do naszych czasów. 